# PASI-Score
Der PASI-Score ist ein Index zur Ermittlung des Schweregrades von Psoriasis-Erkrankungen. Die Abkürzung PASI steht für Psoriasis Area and Severity Index, der Index beschreibt die Ausdehnung der Erkrankung und beschreibt den Schweregrad anhand der Rötung sowie der Dicke der Plaques und Schuppung.
Der maximale PASI-Score kann bei sehr schweren Erkrankungen 72 Punkte erreichen. Es werden Patienten mit leichter, mittelschwerer und schwerer Erkrankung unterschieden, wobei keine einheitlichen Kriterien vorliegen, die Abgrenzung zwischen mittelschwer und schwer erlauben.
Eine mittelschwere bis schwere Erkrankung liegt vor, wenn der PASI mindestens 10 beträgt. Der Schweregrad der Schuppenflechte kann auch allein über die betroffene Körperoberfläche definiert werden. Dabei gilt als mittelschwere bis schwere Erkrankung, wenn über zehn Prozent der Körperoberfläche betroffen sind.

## Modifizierung
Eine Methode, die den Vorteil einer computergestützten Messung der betroffenen Körperoberfläche auf einem Digitalfoto mit der Abschätzung der Läsionsränder durch einen Arzt verknüpft, nutzt einen abgeänderten PASI (englisch PCASI, Psoriasis Continuous Area and Severity Index).